# Toulouse Football Club 2014-2015
Questa voce raccoglie le informazioni riguardanti il Toulouse Football Club nelle competizioni ufficiali della stagione 2014-2015.

## Stagione
Alain Casanova viene riconfermato nel ruolo di allenatore del club.

## Organigramma sociatario
- Allenatore: Alain Casanova
- Allenatore in seconda: Thierry Uvenard
- Allenatore dei portieri: Christophe Gardie

## Rosa
| N. |                      | Ruolo | Calciatore             |
| -- | -------------------- | ----- | ---------------------- |
| 1  | Francia (bandiera)   | P     | Marc Vidal             |
| 2  | Francia (bandiera)   | D     | Maxime Spano           |
| 3  | Camerun (bandiera)   | D     | Jean-Armel Kana-Biyik  |
| 4  | Francia (bandiera)   | D     | Jean-Daniel Akpa-Akpro |
| 5  | Guinea (bandiera)    | D     | Issiaga Sylla          |
| 7  | Danimarca (bandiera) | A     | Martin Braithwaite     |
| 8  | Francia (bandiera)   | C     | Étienne Didot          |
| 9  | Israele (bandiera)   | A     | Eden Ben Basat         |
| 10 | Francia (bandiera)   | A     | Wissam Ben Yedder      |
| 11 | Serbia (bandiera)    | A     | Aleksandar Pešić       |
| 13 | Polonia (bandiera)   | C     | Dominik Furman         |
| 14 | Francia (bandiera)   | C     | Pantxi Sirieix         |
| 15 | Serbia (bandiera)    | D     | Uroš Spajić            |
| 16 | Francia (bandiera)   | P     | Olivier Blondel        |
| 17 | Francia (bandiera)   | C     | Adrien Regattin        |

| N. |                         | Ruolo | Calciatore         |
| -- | ----------------------- | ----- | ------------------ |
| 18 | Argentina (bandiera)    | C     | Óscar Trejo        |
| 20 | Burkina Faso (bandiera) | D     | Steeve Yago        |
| 21 | Colombia (bandiera)     | C     | Abel Aguilar       |
| 22 | Serbia (bandiera)       | D     | Dušan Veškovac     |
| 24 | Serbia (bandiera)       | D     | Pavle Ninkov       |
| 26 | Burkina Faso (bandiera) | A     | Sana Zaniou        |
| 27 | Francia (bandiera)      | A     | Amadou Soukouna    |
| 28 | Romania (bandiera)      | C     | Mihai Roman        |
| 29 | Svizzera (bandiera)     | D     | François Moubandje |
| 30 | Francia (bandiera)      | P     | Ali Ahamada        |
| 40 | Francia (bandiera)      | P     | Zacharie Boucher   |
|    | Francia (bandiera)      | P     | Lionel M'Pasi      |
|    | Romania (bandiera)      | D     | Dragoș Grigore     |
|    | Francia (bandiera)      | A     | Florian David      |

## Calciomercato

### Sessione estiva(dall'1/7 al 2/9)
| Acquisti | Acquisti         | Acquisti                 | Acquisti   |
| R.       | Nome             | da                       | Modalità   |
| -------- | ---------------- | ------------------------ | ---------- |
| D        | Maxime Spano     | Étoile Sportive Pennoise | definitivo |
| D        | Dragoș Grigore   | Dinamo Bucarest          | definitivo |
| D        | William Matheus  | Palmeiras                | definitivo |
| C        | Marcel Tisserand | Monaco                   | prestito   |
| A        | Aleksandar Pešić | Jagodina                 | definitivo |

| Cessioni | Cessioni         | Cessioni            | Cessioni              |
| R.       | Nome             | a                   | Modalità              |
| -------- | ---------------- | ------------------- | --------------------- |
| D        | Aymen Abdennour  | Monaco              | risoluzione contratto |
| D        | Serge Aurier     | Paris Saint-Germain | prestito              |
| D        | Jonathan Zebina  |                     | svincolato            |
| C        | Clément Chantôme | Paris Saint-Germain | fine prestito         |
| A        | Eden Ben Basat   | Maccabi Tel Aviv    | definitivo            |

### Sessione invernale(dal 3/1 al 2/2)
| Acquisti | Acquisti              | Acquisti | Acquisti   |
| R.       | Nome                  | da       | Modalità   |
| -------- | --------------------- | -------- | ---------- |
| D        | Jean-Armel Kana-Biyik |          | svincolato |

| Cessioni | Cessioni | Cessioni | Cessioni |
| R.       | Nome     | a        | Modalità |
| -------- | -------- | -------- | -------- |

## Risultati

### Ligue 1

#### Girone d'andata
| Arbitro: | Schneider |

|                                |           |                                |
| Cvitanich 23’, 62’ Bosetti 68’ | Marcatori | 44’ Braithwaite 45’ Ben Yedder |

| Arbitro: | Varela |

|                               |           |               |
| Akpa-Akpro 10’ Ben Yedder 45’ | Marcatori | 75’ Lacazette |

| Arbitro: | Moreira |

|                      |           |  |
| Boudebouz 24’ (rig.) | Marcatori |  |

| Arbitro: | Millot |

|              |           |  |
| Regattin 78’ | Marcatori |  |

| Arbitro: | Castro |

|                       |           |  |
| N'Gog 13’ Courtet 86’ | Marcatori |  |

| Arbitro: | Bastien |

|                                                     |           |                                    |
| Ben Yedder 21’ (rig.) Regattin 83’ (rig.) Nikov 87’ | Marcatori | 7’ Raspentino 76’ Nangis 86’ Calvé |

| Arbitro: | Fautrel |

|  |           |                                     |
|  | Marcatori | 42’ Pešić 57’ Diagne 61’ Ben Yedder |

| Arbitro: | Chapron |

|               |           |              |
| Ben Yedder 8’ | Marcatori | 33’ Bahebeck |

| Arbitro: | Kalt |

|  |           |                |
|  | Marcatori | 22’ Ben Yedder |

| Arbitro: | Delerue |

|                         |           |  |
| N'Koulou 20’ Gignac 35’ | Marcatori |  |

| Arbitro: | Bien |

|  |           |                                 |
|  | Marcatori | 11’ El Jadeyaoui 27’ Bourigeaud |

| Arbitro: | Ennjimi |

|                      |           |           |
| Planus 52’ Rolán 63’ | Marcatori | 68’ Pešić |

| Arbitro: | Schneider |

|                                     |           |  |
| Sirieix 3’ Ben Yedder 61’ Pešić 71’ | Marcatori |  |

| Arbitro: | Desiage |

|                        |           |  |
| Mounier 37’ Camara 87’ | Marcatori |  |

| Arbitro: | Castro |

|                       |           |                                                   |
| Doumbia 23’ Pešić 70’ | Marcatori | 55’ Raphaël Guerreiro 57’ Jeannot 60’ (rig.) Ayew |

| Arbitro: | Gautier |

|                     |           |                           |
| Veretout 64’ (rig.) | Marcatori | 24’ Sylla 85’ Braithwaite |

| Arbitro: | Lesage |

|  |           |                   |
|  | Marcatori | 45’, 77’ Berbatov |

| Arbitro: | Fautrel |

|                               |           |  |
| Sidibé 7’ Mendes 50’ Roux 77’ | Marcatori |  |

| Arbitro: | Ennjimi |

|             |           |            |
| Doumbia 25’ | Marcatori | 8’ Giresse |

#### Girone di ritorno
| Arbitro: | Kalt |

|                              |           |  |
| Lacazette 14’, 27’ Fekir 48’ | Marcatori |  |

| Arbitro: | Schneider |

|                 |           |                    |
| Braithwaite 78’ | Marcatori | 48’ (aut.) Ahamada |

| Arbitro: | Bastien |

|              |           |  |
| Thomasson 4’ | Marcatori |  |

| Arbitro: | Jochem |

|           |           |  |
| Pešić 43’ | Marcatori |  |

| Arbitro: | Bien |

|                             |           |  |
| Privat 17’ Féret 72’ (rig.) | Marcatori |  |

| Arbitro: | Castro |

|                    |           |              |
| Trejo 9’ Pešić 84’ | Marcatori | 82’ Toivonen |

| Arbitro: | Delerue |

|                                  |           |                |
| Rabiot 27’, 48’ Thiago Silva 74’ | Marcatori | 51’ Ben Yedder |

| Arbitro: | Schneider |

|                |           |                   |
| Akpa-Akpro 88’ | Marcatori | 45’ (rig.) Gradel |

| Arbitro: | Chapron |

|                |           |                                                                    |
| Ben Yedder 76’ | Marcatori | 2’, 44’ Batshuayi 6’ Aloé 20’ (aut.) Moubandje 78’ Ayew 89’ Gignac |

| Arbitro: | Desiage |

|               |           |  |
| Chavarría 76’ | Marcatori |  |

| Arbitro: | Boquet |

|                               |           |           |
| Ben Yedder 18’ Kana-Biyik 61’ | Marcatori | 28’ Rolán |

| Arbitro: | Varela |

|                     |           |                            |
| Maïga 25’, 42’, 54’ | Marcatori | 22’ Ben Yedder 90’ Doumbia |

| Arbitro: | Bien |

|             |           |  |
| Trejo 45+2’ | Marcatori |  |

| Arbitro: | Castro |

|  |           |                 |
|  | Marcatori | 28’ Braithwaite |

| Arbitro: | Jaffredo |

|              |           |            |
| Regattin 22’ | Marcatori | 88’ Bedoya |

| Arbitro: | Rainville |

|                                                          |           |                 |
| Silva 9’ Martial 45+1’ (rig.) Moutinho 56’ Germain 90+2’ | Marcatori | 26’ Braithwaite |

| Arbitro: | Desiage |

|                                          |           |                    |
| Ben Yedder 30’ Trejo 81’ Braithwaite 83’ | Marcatori | 9’ Roux 60’ Boufal |

| Arbitro: | Bastien |

|                         |           |                       |
| Mandanne 5’ Beauvue 49’ | Marcatori | 26’ (rig.) Ben Yedder |

| Arbitro: | Jaffredo |

|                          |           |                             |
| Ben Yedder 79’ Trejo 81’ | Marcatori | 8’ Maupay 34’, 53’ Bauthéac |

### Coppa di Francia

#### Fase a eliminazione diretta
| Arbitro: | Jaffredo |

|                             |           |                       |
| Touré 10’ (rig.) Traoré 71’ | Marcatori | 84’ (rig.) Ben Yedder |

### Coppa di Lega

#### Fase a eliminazione diretta
| Arbitro: | Fautrel |

|                |           |                                      |
| Akpa-Akpro 84’ | Marcatori | 17’ Pallois 24’ Contento 68’ Diabaté |

## Statistiche
Aggiornate al 21 febbraio 2015

### Statistiche di squadra
| Competizione     | Punti | In casa | In casa | In casa | In casa | In casa | In casa | In trasferta | In trasferta | In trasferta | In trasferta | In trasferta | In trasferta | Totale | Totale | Totale | Totale | Totale | Totale | DR  |
| Competizione     | Punti | G       | V       | N       | P       | Gf      | Gs      | G            | V            | N            | P            | Gf           | Gs           | G      | V      | N      | P      | Gf     | Gs     | DR  |
| ---------------- | ----- | ------- | ------- | ------- | ------- | ------- | ------- | ------------ | ------------ | ------------ | ------------ | ------------ | ------------ | ------ | ------ | ------ | ------ | ------ | ------ | --- |
| Ligue 1          | 28    | 12      | 5       | 4       | 3       | 17      | 15      | 14           | 3            | 0            | 11           | 10           | 25           | 26     | 8      | 4      | 14     | 27     | 40     | -13 |
| Coppa di Francia | -     | -       | -       | -       | -       | -       | -       | 1            | 0            | 0            | 1            | 1            | 2            | 1      | 0      | 0      | 1      | 1      | 2      | -1  |
| Coppa di Lega    | -     | 1       | 0       | 0       | 1       | 1       | 3       | -            | -            | -            | -            | -            | -            | 1      | 0      | 0      | 1      | 1      | 3      | -2  |
| Totale           | -     | 13      | 5       | 4       | 4       | 18      | 18      | 15           | 3            | 0            | 12           | 11           | 27           | 28     | 8      | 4      | 16     | 29     | 45     | -16 |

### Andamento in campionato
| Giornata  | 1  | 2  | 3  | 4  | 5  | 6  | 7  | 8  | 9 | 10 | 11 | 12 | 13 | 14 | 15 | 16 | 17 | 18 | 19 | 20 | 21 | 22 | 23 | 24 | 25 | 26 | 27 | 28 | 29 | 30 | 31 | 32 | 33 | 34 | 35 | 36 | 37 | 38 |
| --------- | -- | -- | -- | -- | -- | -- | -- | -- | - | -- | -- | -- | -- | -- | -- | -- | -- | -- | -- | -- | -- | -- | -- | -- | -- | -- | -- | -- | -- | -- | -- | -- | -- | -- | -- | -- | -- | -- |
| Luogo     | T  | C  | T  | C  | T  | C  | T  | C  | T | T  | C  | T  | C  | T  | C  | T  | C  | T  | C  | T  | C  | T  | C  | T  | C  | T  | C  | C  | T  | C  | T  | C  | T  | C  | T  | C  | T  | C  |
| Risultato | P  | V  | P  | V  | P  | N  | V  | N  | V | P  | P  | P  | V  | P  | P  | V  | P  | P  | N  | P  | N  | P  | V  | P  | V  | P  |    |    |    |    |    |    |    |    |    |    |    |    |
| Posizione | 14 | 12 | 14 | 12 | 15 | 14 | 10 | 11 | 8 | 9  | 12 | 14 | 11 | 13 | 13 | 11 | 12 | 15 | 14 | 15 | 16 | 17 | 14 | 17 | 17 |    |    |    |    |    |    |    |    |    |    |    |    |    |

Fonte:  Classements, su lfp.fr, LFP.
Legenda:

Luogo: C = Casa; T = Trasferta. Risultato: V = Vittoria; N = Pareggio; P = Sconfitta.

### Statistiche dei giocatori
| Giocatore       | Ligue 1  | Ligue 1 | Ligue 1     | Ligue 1    | Coppa di Francia Coppa di Lega | Coppa di Francia Coppa di Lega | Coppa di Francia Coppa di Lega | Coppa di Francia Coppa di Lega | Totale   | Totale | Totale      | Totale     |
| Giocatore       | Presenze | Reti    | Ammonizioni | Espulsioni | Presenze                       | Reti                           | Ammonizioni                    | Espulsioni                     | Presenze | Reti   | Ammonizioni | Espulsioni |
| --------------- | -------- | ------- | ----------- | ---------- | ------------------------------ | ------------------------------ | ------------------------------ | ------------------------------ | -------- | ------ | ----------- | ---------- |
| A. Aguilar      | 19       | 0       | 5           | 0          | 1+1                            | 0                              | 1+0                            | 0                              | 21       | 0      | 6           | 0          |
| A. Ahamada      | 14       | -23     | 0           | 0          | 1+0                            | -2-0                           | 0                              | 0                              | 15       | -25    | 0           | 0          |
| J.D. Akpa-Akpro | 20       | 1       | 3           | 0          | 0+1                            | 0+1                            | 0                              | 0                              | 21       | 2      | 3           | 0          |
| Y. Benali       | 3        | 0       | 0           | 0          | 0+1                            | 0                              | 0                              | 0                              | 4        | 0      | 0           | 0          |
| W. Ben Yedder   | 25       | 8       | 1           | 0          | 1+1                            | 1+0                            | 0                              | 0                              | 27       | 9      | 1           | 0          |
| A. Blin         | 4        | 0       | 1           | 0          | -                              | -                              | -                              | -                              | 4        | 0      | 1           | 0          |
| O. Blondel      | -        | -       | -           | -          | -                              | -                              | -                              | -                              | -        | -      | -           | -          |
| Y. Bodiger      | 1        | 0       | 0           | 0          | -                              | -                              | -                              | -                              | 1        | 0      | 0           | 0          |
| Z. Boucher      | 12       | -17     | 0           | 0          | -                              | -                              | -                              | -                              | 12       | -17    | 0           | 0          |
| M. Braithwaite  | 23       | 3       | 0           | 0          | 1+1                            | 0                              | 0                              | 0                              | 25       | 3      | 0           | 0          |
| F. David        | -        | -       | -           | -          | -                              | -                              | -                              | -                              | -        | -      | -           | -          |
| E. Didot        | 17       | 0       | 4           | 0          | 1+0                            | 0                              | 0                              | 0                              | 18       | 0      | 4           | 0          |
| T. Doumbia      | 17       | 2       | 3           | 0          | 1+1                            | 0                              | 0                              | 0                              | 19       | 2      | 3           | 0          |
| D. Furman       | -        | -       | -           | -          | -                              | -                              | -                              | -                              | -        | -      | -           | -          |
| D. Grigore      | 22       | 0       | 7           | 0          | 1+1                            | 0                              | 0                              | 0                              | 24       | 0      | 7           | 0          |
| J. Kana-Biyik   | 2        | 0       | 0           | 0          | -                              | -                              | -                              | -                              | 2        | 0      | 0           | 0          |
| S. Larabi       | 1        | 0       | 0           | 0          | -                              | -                              | -                              | -                              | 1        | 0      | 0           | 0          |
| W. Matheus      | 3        | 0       | 0           | 0          | -                              | -                              | -                              | -                              | 3        | 0      | 0           | 0          |
| F. Moubandje    | 22       | 0       | 4           | 0          | 1+1                            | 0                              | 1+0                            | 0                              | 24       | 0      | 5           | 0          |
| L. M'Pasi       | -        | -       | -           | -          | -                              | -                              | -                              | -                              | -        | -      | -           | -          |
| P. Ninkov       | 16       | 1       | 2           | 1          | 1+1                            | 0                              | 0                              | 0                              | 18       | 1      | 2           | 1          |
| A. Pešić        | 24       | 6       | 3           | 0          | 1+1                            | 0                              | 0                              | 0                              | 26       | 6      | 3           | 0          |
| A. Regattin     | 23       | 2       | 2           | 0          | 0+1                            | 0                              | 0                              | 0                              | 24       | 2      | 2           | 0          |
| M. Roman        | 0        | 0       | 0           | 0          | -                              | -                              | -                              | -                              | 0        | 0      | 0           | 0          |
| P. Sirieix      | 10       | 1       | 2           | 0          | -                              | -                              | -                              | -                              | 10       | 1      | 2           | 0          |
| U. Spajić       | 13       | 0       | 0           | 0          | 1+0                            | 0                              | 0                              | 0                              | 14       | 0      | 0           | 0          |
| M. Spano        | 2        | 0       | 0           | 0          | 0+1                            | 0                              | 0                              | 0                              | 3        | 0      | 0           | 0          |
| A. Soukouna     | -        | -       | -           | -          | -                              | -                              | -                              | -                              | -        | -      | -           | -          |
| I. Sylla        | 12       | 1       | 1           | 0          | -                              | -                              | -                              | -                              | 12       | 1      | 1           | 0          |
| M. Tisserand    | 14       | 0       | 3           | 0          | 1+0                            | 0                              | 0                              | 0                              | 15       | 0      | 3           | 0          |
| O. Trejo        | 19       | 1       | 2           | 0          | 1+0                            | 0                              | 0                              | 0                              | 20       | 1      | 2           | 0          |
| S. Yago         | 5        | 0       | 1           | 0          | -                              | -                              | -                              | -                              | 5        | 0      | 1           | 0          |
| D. Veškovac     | 13       | 0       | 1           | 0          | 1+0                            | 0                              | 0                              | 0                              | 14       | 0      | 1           | 0          |
| M. Vidal        | 0        | 0       | 0           | 0          | 0+1                            | 0-3                            | 0                              | 0                              | 1        | 0      | 0           | 0          |
| S. Zaniou       | -        | -       | -           | -          | -                              | -                              | -                              | -                              | -        | -      | -           | -          |